# التصنيفات الدولية لتركيا
تتضمن المقالة التالية التصنيفات الدولية لتركيا.

## السياسة والمجتمع
| الاستطلاع              | تصنيف عام 2019  | تصنيف عام 2018 | تصنيف عام 2017 | تصنيف عام 2016 | تصنيف عام 2015 | تصنيف عام 2014  |
| ---------------------- | --------------- | -------------- | -------------- | -------------- | -------------- | --------------- |
| مؤشر التنمية البشرية   | لا تتوفر بيانات | ▲ 56           | ▲ 64           | ▲ 71           | ▼ 72           | ▲ 69            |
| مؤشر ليجاتوم للازدهار  | لا تتوفر بيانات | ▲ 91           | ▼ 93           | ▼ 88           | ▲ 78           | ▲ 86            |
| مؤشر الحرية الاقتصادية | ▼ 71            | ▼ 68           | ▲ 58           | ▲ 60           | ▼ 70           | نفس المركز 69   |
| مؤشر الديمقراطية       | نفس المركز 110  | ▼ 110          | ▼ 100          | نفس المركز 97  | ▼ 97           | ▲ 98            |
| مؤشر مدركات الفساد     | ▼ 91            | ▲ 78           | ▼ 81           | ▼ 75           | ▼ 66           | ▼ 64            |
| تقرير السعادة العالمي  | ▼ 79            | ▼ 74           | ▲ 69           | ▼ 78           | ▼ 76           | لا تتوفر بيانات |

## الاقتصاد
| الاستطلاع                     | تصنيف عام 2019 | تصنيف عام 2018 | تصنيف عام 2017 | تصنيف عام 2016 | تصنيف عام 2015 | تصنيف عام 2014 |
| ----------------------------- | -------------- | -------------- | -------------- | -------------- | -------------- | -------------- |
| أطلس التعقيد الاقتصادي.       | N/A            | ▼ 40           | ▲ 36           | ▼ 41           | ▼ 40           | ▲ 38           |
| الناتج المحلي الإجمالي الاسمي | ▼ 19           | ▼ 18           | نفس المركز 17  | نفس المركز 17  | ▼ 16           | نفس المركز 16  |
| تعادل القدرة الشرائية         | نفس المركز 13  | نفس المركز 13  | نفس المركز 13  | نفس المركز 13  | ▲ 13           | نفس المركز 14  |
| تقرير التنافسية العالمي       | نفس المركز 61  | ▼ 61           | ▲ 53           | ▼ 55           | ▼ 51           | ▼ 45           |
| مؤشر سهولة ممارسة الأعمال     | ▲ 33           | ▲ 43           | ▲ 60           | ▼ 69           | نفس المركز 55  | ▲ 55           |

## التعليم
| PISA      | تصنيف عام 2018 | علامة عام 2018 | تصنيف عام 2015 | علامة عام 2015 | تصنيف عام 2012 | علامة عام 2012 | تصنيف عام 2009 | درجة عام 2009 |
| --------- | -------------- | -------------- | -------------- | -------------- | -------------- | -------------- | -------------- | ------------- |
| الرياضيات | ▲ 42           | ▲ 454          | ▼ 49           | ▼ 420          | ▼ 44           | ▲ 448          | نفس المركز 43  | ▲ 445         |
| العلوم    | ▲ 39           | ▲ 468          | ▼ 52           | ▼ 425          | نفس المركز 43  | ▲ 463          | ▼ 43           | ▲ 454         |
| القراءة   | ▲ 39           | ▲ 466          | ▼ 50           | ▼ 428          | نفس المركز 41  | ▲ 475          | ▼ 41           | ▲ 464         |

## تصنيفات الطاقة المتجددة في العالم
| الاستطلاع                    | تصنيف عام 2019         | تصنيف عام 2018         | تصنيف عام 2017         | تصنيف عام 2016         | تصنيف عام 2015    | تصنيف عام 2013    | تصنيف عام 2010    | تصنيف عام 2007         |
| ---------------------------- | ---------------------- | ---------------------- | ---------------------- | ---------------------- | ----------------- | ----------------- | ----------------- | ---------------------- |
| طاقة الرياح                  | نفس المركز 12 (8.1 GW) | نفس المركز 12 (7.4 GW) | نفس المركز 12 (6.5 MW) | ▲ 12 (6.1 GW)          | ▲ 15 (4.7 GW)     | ▲ 16 (3 GW)       | ▲ 17 (1.3 GW)     | ▲ 30 (0.07 GW)         |
| توليد الكهرباء من طاقة الشمس | ▼ 13 (6 GW)            | ▲ 12 (5.1 GW)          | ▲ 13 (3.4 GW)          | ▲ 26 (0.8 GW)          | بيانات غير متوفرة | بيانات غير متوفرة | بيانات غير متوفرة | بيانات غير متوفرة      |
| كهرباء حرارية أرضية          | نفس المركز 4 (1.5 GW)  | ▲ 4 (1.2 GW)           | نفس المركز 10 (0.4 GW) | نفس المركز 10 (0.4 GW) | ▲ 10 (0.4 GW)     | ▲ 12 (0.2 GW)     | ▲ 13 (0.01 MW)    | ▲ 16 بيانات غير متوفرة |

## المدن
- استطلاع GaWC للمدن العالمية، 1999: حصلت مدينة إسطنبول على ترتيب ألفا بصفتها مدينة عالمية

## الاقتصاد
- بلومبيرغ إل بي 2019، حلت في المركز 49 من أصل 129 دولة[5]
- تقرير كريدي سويس للثروة العالمية 2019، حلت في المركز 27 من أصل 189 دولة[6]
- مؤشر الأمن الغذائي العالمي 2017، حلت في المركز 41 من أصل 113 دولة[7]
- مرصد التعقيد الاقتصادي GDP Growth 2008-2018، حلت في المركز 19 من أصل 196 دولة[8]
- البنك الدولي مؤشر أداء الخدمات اللوجستية 2018، حلت في المركز 47 من أصل 160[9]
- المنتدى الاقتصادي العالمي تقرير تمكين التجارة العالمية 2014، حلت في المركز 46 من أصل 138 دولة[10]
- المنظمة العالمية للملكية الفكرية، مؤشر الابتكار العالمي 2024، حلت تركيا في المركز 37 من أصل 133 دولة[11]

## المعادن
| المعدن           | ترتيب الدولة        |
| ---------------- | ------------------- |
| بورون            | 1 من أصل 196        |
| خفاف             | 1 من أصل 196        |
| خفاف             | 1 من أصل 196        |
| فلسبار           | 1 من أصل 196        |
| مغنيسيوم         | 2 من أصل 196        |
| بيرلايت          | 3 على مستوى العالم  |
| بنتونيت          | 3 على مستوى العالم  |
| خام الكروميت ore | 4 على مستوى العالم  |
| إثمد             | 5 على مستوى العالم  |
| أسمنت            | 5 على مستوى العالم  |
| كاولينيت         | 7 على مستوى العالم  |
| فولاذ            | 8 على مستوى العالم  |
| باريت            | 10 على مستوى العالم |

## الزراعة
| المنتج الزراعي | ترتيب الدولة              |
| -------------- | ------------------------- |
| اللوز          | 5 من أصل 196              |
| التفاح         | 3 من أصل 96               |
| المشمش         | 1 من أصل 96               |
| الخرشوف        | 11 من أصل 32              |
| الشعير         | 8 من أصل 193              |
| الكرز          | 1 على مستوى العالم        |
| الكستناء       | 2 على مستوى العالم        |
| كلمنتينة       | 3 على مستوى العالم        |
| القطن          | 6 من أصل 94               |
| الخيار         | 4 من أصل 137              |
| الباذنجان      | 4 من أصل 94               |
| التين          | 1 من أصل 137              |
| الثوم          | 14 من أصل 99 دولة         |
| العنب          | 6 من أصل 94 دولة          |
| البندق         | 1 على مستوى العالم        |
| العسل          | 2 على مستوى العالم        |
| الليمون الحامض | 6 من أصل 96               |
| البطيخ         | 2 على مستوى العالم        |
| الحليب         | 7 على مستوى العالم        |
| الزيتون        | 4 على مستوى العالم        |
| زيت الزيتون    | 3 على مستوى العالم        |
| الدراق         | 5 على مستوى العالم        |
| الكمثرى        | 5 من أصل 87 دولة          |
| القستق         | 3 على مستوى العالم        |
| البرقوق        | 6 على مستوى العالم        |
| البطاطا        | 16 على مستوى العالم       |
| السفرجل        | 1 على مستوى العالم        |
| الكرز الحامض   | 1 على مستوى العالم        |
| فول الصويا     | 34 على مستوى العالم       |
| السبانخ        | 4 على مستوى العالم        |
| الفراولة       | 5 على مستوى العالم        |
| الشمندر السكري | 5 على مستوى العالم        |
| التبغ الشائع   | 6 على مستوى العالم        |
| الطماطم        | 3 من أصل 94 دولة          |
| الجوز          | 4 على مستوى العالم        |
| البطيخ الأحمر  | المركز 4 على مستوى العالم |

## البيئة
- جامعة ييل: مؤشر الأداء البيئي 2005، حلّت تركيا في المرتبة 91 من أصل 146 دولة